# Красный дом (фильм)
«Красный дом» (англ. The Red House) — фильм нуар режиссёра Делмера Дэйвса, вышедший на экраны в 1947 году.
В основу фильма положен одноимённый роман Джорджа Эгню Чемберлена, впервые опубликованный в 1943 году. Центральный персонаж картины, фермер из глубинки (Эдвард Г. Робинсон), категорически запрещает своей приёмной дочери ходить в близлежащий лес, где стоит таинственный красный дом, который, как выясняется, трагически связан с судьбой как его самого, так и её.
Наряду с такими фильмами, как «Ночь охотника» (1955), «Тёмные воды» (1944), «За лесом» (1949), «На опасной земле» (1951), «Восход луны» (1948), этот фильм относится к категории «сельского нуара», действие которых полностью или в значительной степени происходит в сельской местности.

## Сюжет
В лесистой сельской местности разбросаны одинокие фермерские хозяйства. Одним из таких изолированных хозяйств управляет хромой фермер Пит Морган (Эдвард Г. Робинсон) с деревянным протезом вместо ноги. Вместе с Питом живут его сестра Эллен (Джудит Андерсон) и приёмная дочь Мег (Аллен Робертс), которая заканчивает выпускной класс местной школы. После учёбы автобус развозит школьников по окрестностям. По дороге местная красавица Тибби Ринтон (Джули Лондон) договаривается со своим парнем Нэтом Стормом (Лон МакКаллистер) о свидании в субботу. Выйдя из автобуса, она обменивается парой фраз с Теллером (Рори Калхоун), молодым и красивым, но необразованным парнем, который промышляет охотой в местном лесу. Мег доезжает с Нэтом до своей фермы, рассчитывая устроить его в качестве помощника к Питу. Нэту нужны деньги, так как он живёт в ближайшем городке со своей одинокой матерью, которая управляет собственным магазинчиком, с трудом сводя концы с концами. Пит не очень доволен тем, что в уединенную, замкнутую жизнь их семьи войдёт чужой человек, однако к радости Мег соглашается взять Нэта на работу. Вечером за ужином после первого рабочего дня, отвечая на вопрос Пита, Нэт говорит, что Морганов в городке называют таинственными, потому что они никуда не ходят и ведут замкнутый образ жизни. Также люди говорят, что родители Мег сбежали, а Пит её удочерил, когда ей было 2 года. После ужина Нэт отправляется домой, решая пройти коротким путём через лес. Услышав об этом, Пит приходит в крайнее волнение и пытается остановить парня. Он говорит, что ходить там опасно, можно навлечь на себя проклятие, а «от криков из красного дома не убежишь, и они будут преследовать всю жизнь». Однако, не послушав его, Нэт отправляется через тёмный лес, где на каждом шагу его цепляют ветки кустов и деревьев, и страшно завывает ветер. Несмотря на табличку «Нет прохода», Нэт пытается продолжить путь, но вскоре ему становится настолько тревожно, что в итоге он поворачивает назад, возвращается на ферму Морганов и ночует в сарае. На следующее утро по дороге в школу Мег рассказывает Нэту, что в лесу стоит таинственный красный дом, и что Пит с детства запретил ей ходить в этот лес. Перед самой школой Нэта встречает Тибби, не довольная тем, что Пит провёл ночь не дома, а на ферме Морганов. Вернувшись после учёбы домой к матери, Нэт уговаривает её выйти, наконец, замуж за Дона, обеспеченного военнослужащего, который давно за ней ухаживает. От матери Нэт узнаёт, что Пит потерял ногу, упав в каменоломню. Местный врач Берг вылечил его, однако был вынужден ампутировать ногу. На ферме Пит беседует с Мег, замечая, что она уже становится взрослой, и у неё начинается самостоятельная жизнь, о чём он очень сожалеет, так как хотел бы, чтобы она всегда жила вместе с ним, и он бы о ней заботился. Он говорит, что готов сделать для Мег всё, что угодно, но просит её только об одном — чтобы она никогда не ходила через лес, потому что люди против него бессильны. Вечером Нэт вновь отправляется домой через лес: вновь темно, он слышит таинственные крики, цепляется за корень и падает в воду. Весь промокший, Нэт возвращается на ферму Морганов. Пит напоминает Нэту о своём предупреждении, на что Нэт рассказывает, что как будто слышал в лесу человеческий голос, который он принял за голос Пита. Затем, оставшись наедине, Мег и Нэт решают пойти в ближайшую субботу в лес, чтобы разгадать его тайну. В субботу утром Мег и Нэт вместе с Тибби идут в лес, однако никак не могут найти дорогу к красному дому, постоянно заходя в тупик. Из-за жары Тибби устаёт от прогулки, напоминая Нэту, что они вообще-то собирались пойти вдвоём покупаться на озеро. Пока Нэт и Тибби плавают и целуются, расстроенная Мег наблюдает за ними с берега. Затем они обедают в доме Морганов, где рассказывают, что искали красный дом с привидениями. Услышав о том, что Мег тоже ходила в лес, Пит меняется в лице. После ухода Нэта и Тибби, Пит строго говорит с Мег, обещая её наказать, если она когда-либо пойдёт в лес снова. Мег убегает, а Пит достаёт ружьё. Тибби после свидания с Нэтом возвращается домой одна через лес, встречая по пути Теллера. Он говорит, что у него есть 750 долларов, и просит её пойти в банк и купить на эти деньги государственные облигации. Затем он переносит Тибби через ручей и целует её. Услышав звук выстрела в лесу, Теллер убегает. Вскоре он встречает Пита, который поручает ему никого не подпускать близко к красному дому, при необходимости отпугивая нарушителей выстрелами. На следующий день, после ужина Пит предлагает Нэту свой грузовичок, чтобы тот заехал за Тибби вместо того, чтобы ходить через лес. После его отъезда Пит дарит Мег золотые часы и просит прощения. Однако, несмотря на все уговоры Пита, Мег всё равно намерена пойти в лес и раскрыть его тайну. Ночью Мег через окно спускается по дереву во двор, а затем направляется в лес. Некоторое время спустя Теллер замечает в лесу свежие следы, и начинает поиск того, кто их оставил. Тем временем Мег находит красный дом и большое овощехранилище по соседству, после чего отправляется домой. В этот момент издалека её силуэт замечает Теллер, стреляя в её направлении. Испугавшись выстрелов, Мег срывается в овраг, падает и подворачивает ногу. Тем же вечером на свидании Нэт начинает ревновать Тибби к Теллеру, однако Тибби отвечает, что её он не интересует. Она мечтает уехать в большой город как можно скорее и вести там богатую жизнь. Это расходится с планами Нэта, который любит землю и мечтает создать хорошую ферму. Вернувшись на ферму Морганов, Нэт встречает Эллен, которая встревожена долгим отсутствием Мег. Нэт немедленно отправляется на её поиски, находит девушку и на руках несёт её домой. С тревогой ожидая Мег, Пит в присутствии Эллен произносит нечленораздельный монолог, говоря, что был счастлив, пока не появился Нэт, что Мег его любила и доверяла ему, делала всё, как он говорил, но после появления Нэта он её теряет. Пит говорит: «Я боролся с судьбой 15 лет и проиграл, я старался держаться в стороне от этого дома, но она продолжала меня звать, я должен был пойти к ней». Несмотря на утешения Эллен, что это всё в прошлом, Пит продолжает: «Я всё ещё вижу её… Она знала, что я ничего не мог поделать, он знал… Почему она закричала. Я её любил, и она знала это». Эллен утешает его, говоря, чтобы он выбросил это из головы, иначе это снова сведёт его с ума, а они должны защитить Мег от прошлого. Но Пит говорит: «Я не могу её защитить даже в этом доме. Для меня нет места на этой земле, кроме как в том хранилище. Моё место там». Эллен с горечью говорит, что ей давно надо было сжечь это место. В этот момент возвращается Нэт с Мег на руках, и Пит вызывает доктора Берга. Некоторое время спустя, когда Мег ложится спать в своей комнате, к ней в окно забирается Нэт, сообщая, что Тибби уехала в город. Мег рассказывает, что нашла красный дом с затопленным хранилищем, сказав, что у неё такое чувство, что она была там раньше. Нэт целует её и вылезает через окно. Вскоре входит Пит, называя Мег «Джинни». Заметив распахнутое открытое окно, он направляется в комнату к Нэту, строго отчитывает его за походы в лес, увольняет с работы и просит немедленно покинуть его дом. Утром Пит говорит Эллен, что Нэт ушёл работать к родителям Тибби, на что сестра отвечает, что Пит, вероятно, поругался с парнем по той же причине, по которой убил мужа Джинни, а именно хотел получить её для себя. В ответ Пит приходит в бешенство и бросает в неё чайный столик. Доктор Берг приезжает осмотреть ногу Мег, рассказывая ей, что Нэт работает на ферме Ринтонов, которые не знают, в каком качестве Нэт для них важнее — в качестве жениха или в качестве бесплатной рабочей силы. Пит выходит из дома и берёт Мег на небольшую прогулку, помогая ей ступать на землю. Когда они остаются наедине, вид Пита снова излучает любовь и радость. На ферме Ринтонов к работающему Нэту подходит Тибби, говоря, что он всё время занят, не обращая на неё никакого внимания. Они договариваются в воскресенье вдвоём отправиться на пикник. Затем Тибби берёт облигации и отправляется в лес, где отдаёт их пьяному Теллеру, после чего он её крепко берёт в свои объятия и целует, называя Нэта симпатичным мальчиком, а себя — настоящим мужиком. Увидевший эту сцену Нэт набрасывается на Теллера и бьёт его, сбивая с ног. Тибби упрекает Нэта в том, что она напал на пьяного и побоится сделать то же самое, когда Теллер будет трезв. Затем она ласково умывает Теллера в ручье и помогает ему подняться, они ещё раз целуются. Поднявшись на ноги, Теллер предупреждает Нэта, чтобы тот держался подальше от леса, так как Пит поручил ему никого в лес не пускать. Затем он сильно бьёт Нэта и уходит вместе с Тибби. На озере Пит смотрит, как плавает Мег, говоря ей: «Так должно было быть всегда, Джинни. Нам никто не нужен». Это пугает Мег. Вернувшись домой, она спрашивает у Эллен, кто такая Джинни, говоря, что Пит называл её так уже несколько раз. Это вызывает серьёзную озабоченность у Эллен, которая решительно направляется в мастерскую к Питу, предлагая вернуть Нэта, что сделает жизнь Мег интересней. Пит отвечает, что Эллен говорила в своё время то же самое, когда появился Хёрб Снелл. Пит в то время очень много работал, чтобы иметь возможность сделать Джинни предложение, зато Херб хорошо танцевал. Эллен отвечает, что Пит обрекает девушку на одиночество, рассчитывая привязать её к себе на всю свою жизнь. Далее она упрекает брата в том, что из-за того, что все эти годы была вынуждена заботиться о нём, она так и не смогла выйти замуж за доктора Берга. Пит говорит, что не может оставить Нэта на ферме, потому что он «начнёт копать, найдёт красный дом, а затем принесёт и череп в качестве трофея». А когда Мег узнает правду, она, по словам Пита, отвернётся от него на всю жизнь. Завершая разговор, Пит говорит: «До тех пор пока в лесу стоит красный дом, вся её жизнь принадлежит мне». Решив, что надо окончательно уничтожить память о прошлом, Эллен отправляется в лес, чтобы сжечь красный дом и хранилище. Увидев её, Мег предупреждает, что это опасно, так как в неё в лесу стреляли. Ответив, что это был Теллер, который думает, что лес принадлежит Питу, и просто пугал её, Эллен уходит, говоря, что в неё он стрелять не будет. Боясь остаться одна дома, Мег идёт вместе с Эллен, прячась в хижине по дороге. Дома встревоженный Пит не может найти ни Эллен, ни Мег. Услышав выстрел, Мег бежит в лес на поиски Эллен, у тела которой уже склонился Теллер, говоря, что не хотел её убивать. Увидев приближающуюся Мег, Теллер скрывается в лесу. Мег перевязывает Эллен рану и убегает за помощью. Войдя в дом, она просит Пита помочь истекающей кровью Эллен, но почти невменяемый Пит заявляет, что Эллен пропала и ничто её не спасёт, потому что она пошла к красному дому. По телефону Мег просит о помощи Нэта, который вызывает шерифа и доктора Берга. Пит не пускает Мег в лес, говоря, что она тоже пропадёт, но она всё равно уходит к Эллен, которая теряет сознание у неё на руках. Подоспевший вскоре Нэт констатирует, что Эллен умерла. Тем временем Теллер вызывает Тибби, объясняется ей в любви и предлагает этой же ночью бежать из города. На грузовичке её отца они бы уехали за пределы штата, где обналичили бы его облигации и провели на эти деньги медовый месяц. Тибби соглашается, и они уезжают. Некоторое время спустя полиция догоняет их грузовичок и задерживает Теллера по подозрению в убийстве. Нэт и Мег возвращаются домой, сообщая Питу о смерти Эллен. Нэт берёт ружьё Пита и отправляется на розыск Теллера. Пит говорит Мег, что каждый день, каждый год Эллен умирала ради него. Но она забыла о лесе, и это её убило. Мег говорит, что ненавидит теперь Пита, потому что он не стал спасать Эллен, и уйдёт от него. Пит с горечью замечает, что все, кого он любит, умирают, и что никогда не отпустит Мег, вновь называя Джинни. В конце концов, Пит сознаётся, что Джинни была её матерью. Пит боготворил Джинни, но она вышла замуж за другого, человека без души и сердца. Мег родилась в их семье в красном доме. Муж заподозрил, что Джинни изменяет ему с Питом, и решил увезти всю семью в другое место. Узнав об этом, Пит пришёл к Джинни в надежде уговорить её остаться. Но она испугалась его навязчивой энергии и стала кричать, и тогда Пит заткнул ей ладонью рот, случайно задушив её. В этот момент появился муж, и в бешенстве Пит забил до смерти и его. Он посадил их тела в коляску, на которой они собирались уехать, и столкнул в затопленное хранилище. Придя в себя, Пит решил покончить с собой, и прыгнул в каменоломню, в результате чего потерял ногу. Увидев, что Нэт ушёл в лес с ружьём, Мег просит Пита помочь найти его, пока Нэт и Теллер не убили друг друга. Мег говорит, что любит Нэта, и готова просить Питу всё, если он поможет найти и спасти Нэта. Пит воспринимает её слова как возможность покончить с прошлым и снова стать свободным. Пит везёт Мег на грузовике через лес к красному дому. Нэт встречает в лесу шерифа, и они вместе направляются на шум грузовика. Пит и Мег подъезжают к красному дому и заходят внутрь, где, по словам Пита, ничего не изменилось. Пит снова называет её Джинни и просит не уезжать с мужем, а остаться с ним, не реагируя на попытки Мег вернуть его в реальность. Услышав приближающихся к дому Нэта и шерифа, Мег кричит о помощи. Пит закрывает ей руками рот точно также, как он это сделал тогда, когда задушил Джинни. Мег теряет сознание, но Нэт и шериф врываются в дом. Мег на руках у Нэта приходит в чувства, а шериф бросается в погоню за Питом. Пит садится за руль грузовичка, разгоняется, разбивает ворота затопленного хранилища, влетает внутрь и вместе с машиной медленно опускается под воду. Когда машина скрывается под водой, на поверхность всплывает колесо от коляски, в которую Пит когда-то посадил Джинни и её мужа. Некоторое время спустя, на берегу озера Нэт обнимает Мег, показывая на дым в лесу. Он говорит, что только что поджёг красный дом и что лучше смотреть вперёд, чем назад.

## В ролях
- Эдвард Г. Робинсон — Пит Морган
- Лон Маккаллистер — Нэт Сторм
- Джудит Андерсон — Эллен Морган
- Рори Калхоун — Теллер
- Аллен Робертс — Мег
- Джули Лондон — Тибби
- Она Мансон — миссис Сторм
- Гарри Шэннон — доктор Бирн
- Уолтер Сэнд — Джон Брент (в титрах не указан)

## Создатели фильма и исполнители главных ролей
Автор сценария и режиссёр фильма Делмер Дэйвс более всего известен как постановщик военной драмы «Пункт назначения — Токио» (1943) и фильма нуар «Чёрная полоса» (1947), а позднее — многих сильных вестернов, среди них «Сломанная стрела» (1950), «Джубал» (1956), «Последний фургон» (1956), «В 3:10 на Юму» (1957) и «Дерево для повешенных» (1959).
Эдвард Г. Робинсон широко признан как один из ведущих актёров фильма нуар, он сыграл в таких значимых картинах жанра, как «Двойная страховка» (1944), «Женщина в окне» (1944), «Улица греха» (1945), «Чужестранец» (1946), «Ки-Ларго» (1948) и «Дом незнакомцев» (1949). Джудит Андерсон сыграла роли второго плана в таких заметных фильмах нуар, как «Ребекка» (1940), «Лора» (1944), «И не осталось никого» (1945) и «Странная любовь Марты Айверс» (1946). Джули Лондон, которая начинала свою карьеру в кино, в 1950-60-годы стала популярной певицей, выпустив 32 альбома в стиле поп и джаз.

## Оценка фильма критикой

### Общая оценка фильма
Критики в целом позитивно оценили фильм, хотя и обратили внимание на некоторые его недостатки. Отметив, что в Голливуде «уже давно не делали взрослых фильмов ужасов», и «данный фильм… как раз должен обеспечить голодную до хоррора аудиторию страхами месяца», газета «Нью-Йорк таймс» далее пишет, что «эта мрачная история… рассказана умно и с нарастающим напряжением». Хотя внимательному зрителю «тайна дома откроется задолго до развязки», а актёрский текст мог бы быть более пугающим, тем не менее «кумулятивный эффект картины всё равно столь же жуткий, как и от хорошо закрученной истории о привидениях». Журнал «Variety» назвал картину «интересным психологическим триллером, поддерживающим необходимый настрой на всём своём протяжении», отметив однако, что «фильм движется слишком медленно,… и бросается в глаза то, что ему не хватает событий и экшна, несмотря на хорошую игру Робинсона, Андерсон, Робертс, МакКаллистера и других». Киновед Спенсер Селби охарактеризовал его как «очень тёмный психологический триллер с говорящими декорациями и волнующей музыкой Рожи». Журнал «TimeOut» обратил внимание на то, что в картине «всё очень по-фрейдистски, и часто действительно очень страшно, а Робинсон демонстрирует великолепную форму в роли патриарха, терзаемого своим прошлым».
Крейг Батлер пришёл к заключению, что фильм «немного не дотягивает до полностью успешного нуарового триллера», отметив среди его достоинств «необычное сельское место действия для нуарового фильма». Критик Дэйв Синделар написал, что фильм «не идеален; он немного затянут, и потому раньше времени становятся очевидны некоторые финальные разоблачения, а порой он начинает повторяться, но сильная актёрская игра и некоторые памятные образы оправдывают усилия, затраченные на его создание». Наконец, Деннис Шварц назвал фильм «готическим триллером» и «угрюмой атмосферической мелодрамой в рамках неуклюже прописанной фрейдистской парадигмы, где страдающий комплексом вины фермер одержим красным домом в лесу неподалеку от своего дома». Далее он пишет, что «в фильме нет ничего, кроме странной истории со своими сильными моментами, но в целом она представляется слишком неестественной», и далее: «кое-где было страшно, но слишком многое выглядело фальшиво и надуманно».

### Характеристика фильма
Анализируя картину, «Variety» отмечает её «простой, деревенский принцип, заложенный в сценарий, место действия и психологические характеристики основных персонажей». Далее журнал отмечает, что фильм «построен вокруг одной ниточки, и слишком медленно добирается до своей кульминации», имеет «несколько фальшивых ходов (например, когда у молодого лесного парня с мускулами вместо мозгов оказывается 750 долларов; и когда он доверяет эти деньги ветреной девушке, чтобы она купила ему облигации)», а «заканчивается на довольно-таки жуткой ноте».
«TimeOut» с чёрной иронией отмечает, что зайдя в лес этого фильма, «столкнешься с большим сюрпризом: вместо пикника, там встретишь некрофилию, безумие, инцестные поползновения, деспотическое чувство собственности, жажду обладания и убийство… Извращённые отношения являются нормой в этом странном, но вряд ли чудесном мире, и даже сам фильм имеет извращённую породу: эта пасторальная, пропитанная нуаром мелодрама с мистическими обертонами проходит по тонкой черте между здоровой и болезненной сексуальностью». Шварц считает, что «эта психодрама прочерчивает тонкую линию между нормальными и ненормальными любовными отношениями, но не говорит ничего значимого о человеке, идущем по грани безумия… Она сконцентрирована главным образом на мучающемся персонаже Эдварда Робинсона, который теряет ощущение реальности и становится всё более опасным».

### Характеристика работы режиссёра и творческой группы
«Нью-Йорк таймс» отмечает, что «новичок в этом киножанре», режиссёр и соавтор сценария Делмер Дэйвс точно «следовал роману Джоджа Эгню Чемберлена». «Гладкую, без шороховатостей постановочную работу Дэйвса» дополняет операторская работа, которая с самого начала "задаёт мрачное настроение, когда камера, скользя по сельскому пейзажу, останавливается на «лесах, которые завораживают как стены могучего замка», а также «соответствующая жуткая музыкальная поддержка со стороны Миклоша Рожи». Шварц также обращает внимание на «зловещую музыку Миклоша Рожи, который использует теремин, инструмент, который звучал во многих ранних научно-фантастических фильмах».
Батлер считает, что «Дэйвс извлекает все возможные приёмы из своего значительного творческого багажа и проявляет необычайную решимость в том, чтобы затянуть зрителя в этот опасный дом,… и эта слегка чрезмерная решимость не оправдывает затраченных усилий. Зритель смотрит фильм, впечатлённый техникой Дейвса и его приверженностью делу, восхищаясь мастерским использованием звука и теней; и всё же, в конце концов, этого оказывается немного чересчур, и это „чересчур“ не позволяет увлечь зрителя настолько, насколько это было бы возможно». Далее Батлер пишет, что «когда зрители не чувствуют себя полностью захваченными, они могут обратить внимание на некоторые трещины в самой истории и заметить, что несмотря на всю решимость Дэйвса, развязка содержит слишком мало неожиданностей, чтобы сработать по-настоящему, а включение тайного бегства второстепенных персонажей ничего не даёт, кроме как уводит от недоработанного финала».

### Характеристика актёрской игры
Критики высоко оценили работу большинства актёров. Так, «Нью-Йорк таймс» пишет: «Эдвард Робинсон отлично играет хромоногого Пита, сознание которого рушится, порабощенное ужасной тайной красного дома, а Джудит Андерсон выдаёт крепкую игру в качестве его сестры, которая молча делит с ним его моральный груз. Она, а также Лон МакКаллистер, который хорош в роли чувственного и отважного Нэта, получают поддержку со стороны парочки новичков, игра которых намного более зрелая, чем можно было ожидать, исходя из их актёрского опыта. К ним относятся Аллен Робертс в роли несчастной дочери, которая разрывается между любовью к приёмному отцу и странным очарованием красного дома, и Джули Лондон в качестве подружки Нэта, соблазнительной кокетки, которые мастерски использует свои очевидные внешние достоинства. Рори Калхоун в роли красивого и неграмотного лесного жителя и Она Мансон завершают этот равномерно хороший актёрский состав».
«Variety» также отмечает, что «Робинсон обеспечил себе жирную роль, которая подходит ему по размеру таланта, и он выкладывается наилучшим образом». Батлер также придерживается мнения, что «Эдвард Робинсон в великолепной форме; не многие актёры способны совместить жёсткость и ранимость так, как это сделал Робинсон, и его игра стала ключевой для фильма». Выделив также хорошую игру Джудит Андерсон и сладострастной Джули Лондон, Батлер вместе с тем считает, что «использование Лона МакКаллистера в ключевой роли Нэта связано с некоторыми проблемами. Он достаточно симпатичный актёр, но, кажется, не понимает глубину своего персонажа. В результате психологические сложности Нэта теряют смысл и для зрителей».